# Patrick Schelling
Patrick Schelling (* 1. Mai 1990) ist ein Schweizer Radrennfahrer. Er lebt in Rüti.

## Werdegang
Patrick Schelling wurde 2010 Zweiter bei dem Eintagesrennen Chur–Arosa. Ende der Saison fuhr er für das Continental Team Price-Custom Bikes als Stagiaire, wo er sich für einen Vertrag für die folgende Saison empfehlen konnte. In seinem ersten Jahr bei der Mannschaft wurde Schelling Dritter beim U23-Strassenrennen der Schweizer Meisterschaft und gewann das Eintagesrennen Martigny–Mauvoisin. Bei der Sommer-Universiade 2011 in Shenzhen gewann er die Silbermedaille im Strassenrennen hinter seinem Landsmann Bernhard Oberholzer.
Von 2013 bis 2015 fuhr Schelling für das UCI WorldTeam IAM Cycling. Nach dessen Schliessung fuhr er von 2016 bis 2019 für das  Team Vorarlberg Santic und gewann in dieser Zeit die Gesamtwertung und eine Etappe der Tour du Loir-et-Cher 2016 und weitere Tagesabschnitte internationaler Etappenrennen.
Zur Saison 2020 wechselte Schelling wiederum zu einem WorldTeam, der Mannschaft Israel Start-Up Nation. Am 24. Februar 2020 wurde er während der Tour du Rwanda positiv auf das Dopingmittel Terbutalin getestet. Am 8. September wurde durch die Union Cycliste Internationale bekanntgegeben, dass er wegen unwillentlichen Verstosses gegen das Dopingregelment rückwirkend vom 18. Mai bis 17. September 2020 gesperrt wurde.

## Erfolge
2011
- Sommer-Universiade – Strassenrennen

2012
- U23-Schweizer Meisterschaft – Einzelzeitfahren

2016
- Gesamtwertung und eine Etappe Tour du Loir-et-Cher

2017
- eine Etappe Okolo Jižních Čech

2018
- zwei Etappen Tour de Savoie Mont-Blanc
- Prolog Tour de Hongrie
- eine Etappe Okolo Jižních Čech